# Cerrojo
Los términos cerrojo y pestillo denominan diferentes tipos de pasadores, normalmente metálicos, que sirven para asegurar el cierre de puertas, portillos y ventanas. Un cerrojo del tipo conocido como "cerrojo de embutir" es un dispositivo de zinc o materiales de similar firmeza con una barra pasante hacia el marco de la puerta que el cerrojo debe asegurar cerrando, pero sin pestillo o lengüeta de enganche en el marco. Normalmente de uso doméstico, sirve para cerrar y ajustar la puerta o ventana con sus marcos, y en el caso de que aquellas sean de doble hoja, para ajustar una con otra dichas hojas. 
El cerrojo de seguridad es el que tiene previsto en el extremo del recorrido un giro de 90 º, con una pieza que no le deja correr atrás una vez cerrado. Los fusiles con accionamiento tipo cerrojo reciben este nombre porque utilizan exactamente el mismo principio.
El cerrojo de gancho funciona de una forma similar, pero es el gancho lo que le impide volver atrás una vez girado 90°.
También se llama cerrojo o pestillo la lámina de hierro cilíndrica o rectangular aplicada sobre una plancha de hierro fundido cincelado o recortado y que se mete horizontalmente entre dos grapones por medio de un botón o perilla. Estos pestillos se aplican sobre las puertas, no se embuten dentro de ellas.
La acción de cerrar con cerrojo o pestillo es denominada acerrojar o apestillar.

## Etimología

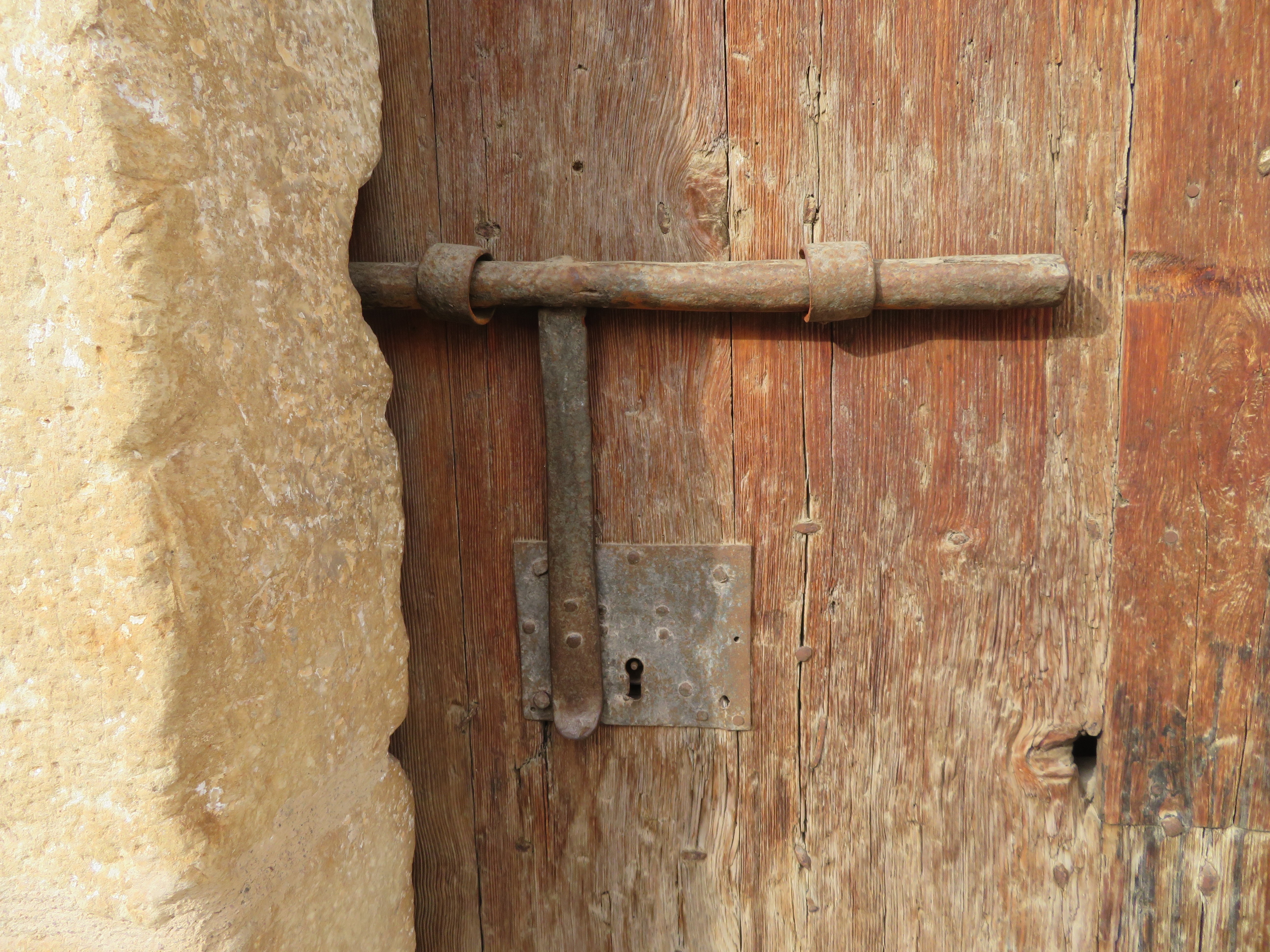
Cerrojo de la puerta de la torre-prisión de Atzeneta del Maestrat

La palabra "cerrojo" es un claro ejemplo etimológico de atracción paronímica, ya que proviene del término latino «verrojo» que a su vez provenía de «veruculum» (formada por «verum» —espetón— y el sufijo diminutivo «-culum». Tras el paso del tiempo y por paronimia, «verrojo» mutó a cerrojo.

## Origen histórico
"Penélope subió por la alta escalera que llevaba hasta su aposento y asió con mano firme la llave de bronce de suave curvatura y mango de marfil... Desató la correa del anillo, metió la llave en la cerradura y corrió el cerrojo con decisión.
Homero, Odisea, canto XXI. Siglo VIII a. C..

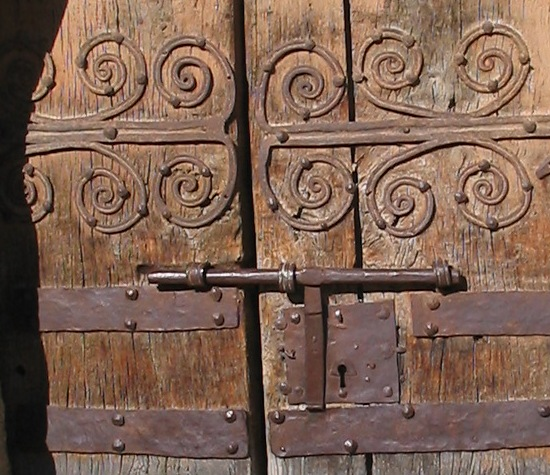
Cerrojo antiguo clásico

El modelo más simple de pestillo, contemporáneo en China y Grecia, y que aún hoy se usa, consistía en un hendidura en la puerta para introducir por ella un palito curvo que eleva el pestillo, así, metiendo su punta por el agujero en busca del cerrojo, la puerta se abría al correrlo o levantarlo. Este arcaico sistema de seguridad se fue perfeccionando añadiéndole al cerrojo gachetas de madera, que al cerrar se introducían en agujeros. Era el origen de las llaves de "cerrojo con gacheta" y "cerrojo con pestillo".
En los yacimientos arqueológicos romanos es frecuente encontrar pasadores y llaves de hierro, aunque la mayoría debieron ser de madera. A finales del siglo I a. C. aparecen cerraduras más complejas, con llaves y cerrojos metálicos en los que la llave levantaba las gachetas o fiadores y corría así el cerrojo. El siguiente paso en la inventiva de la seguridad cerrajera fue un muelle de hierro que empujaba las gachetas a los agujeros manteniéndolas a presión dentro de ellas. El cerrojo daba paso a la cerradura.

## Fallebas y cremonas

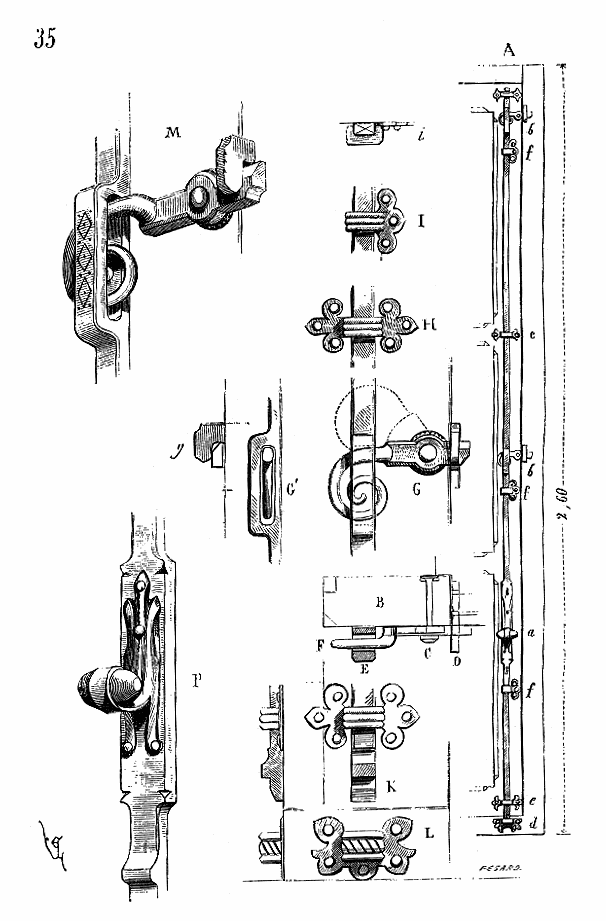
Cremonas del castillo de Chastellux, cerca de Carré-les-Tombes, en el Yonne francés.

Por su parte, el sistema de cerrojos o pestillos verticales conocido como cierre de cremona, más sofisticado y relativamente contemporáneo, similar al tradicional cierre de falleba, consiste en un mecanismo ingenioso que echa dos pestillos con un solo giro del tirador. Una moderna cremona se compone del tirador o cremona, propiamente dichos, la varilla, los soportes puente para la varilla (según su longitud) y, opcionalmente, ganchos de cierre y 'tancadores' de dos puntas. 